# Scooby-Doo et les Vampires
Série
Scooby-Doo et la Cybertraque
(2001) Scooby-Doo et le Monstre du Mexique
(2003)
Pour plus de détails, voir Fiche technique et Distribution.
Scoubidou et les Vampires, puis Scooby-Doo et les Vampires est le 5e long métrage d'une série de films sortis directement en vidéo basé sur la franchise Scooby-Doo. Le film est sorti en 2003. Ce film reprend l'ancien style d'animation des studios Hanna-Barbera avec une qualité moderne ainsi qu'une reprise de la bande-son de Scooby-Doo, où es-tu ?, composée par Ted Nichols.

## Synopsis
Dans ce film, les protagonistes sont partis en vacances à Sydney en Australie. Ils y seront à la chasse d'un mystérieux vampire géant lors d'une compétition de rock. Pendant cette compétition, nos amis retrouveront les Hex Girls du film Scooby-Doo et le Fantôme de la sorcière.

## Fiche technique
- Titre original : Scooby-Doo! and the Legend of the Vampire
- Titre français : Scooby-Doo et les Vampires
- Titre québécois : Scooby-Doo et les vampires
- Réalisateur : Scott Jeralds
- Scénario : Mark Turosz
- Musique : Rich Dickerson et Gigi Meroni
- Distribution : Collette Sunderman
- Producteurs : Margaret M. Dean et Scott Jeralds
- Productrice associée : Kathy Page Cowan
- Producteurs exécutifs : Joseph Barbera et Sander Schwartz
- Sociétés de production : Hanna-Barbera Productions et Warner Bros. Animation
- Société de distribution : Warner Home Video
- Pays d'origine :  États-Unis
- Anglais originale : Anglais
- Genre : Animation, aventure, comédie horrifique et film musical
- Format : Couleur - 1,33:1 - Son : Mono Dolby Digital
- Durée : 72 minutes
- Dates de sortie : 
  -  États-Unis : 4 mars 2003
  -  France : 2 juillet 2003

## Distribution

### Voix originales
- Frank Welker : Scooby-Doo / Fred Jones
- Casey Kasem : Sammy Rogers
- Heather North : Daphne Blake
- Nicole Jaffe (en) : Vera Dinkley

### Voix françaises
- Éric Missoffe : Scooby-Doo / Sammy Rogers
- Mathias Kozlowski : Fred Jones
- Joëlle Guigui : Daphné Blake
- Chantal Macé : Véra Dinkley